# 家弓家正
家弓 家正（かゆみ いえまさ、1933年10月31日 - 2014年9月30日）は、日本の声優、俳優。東京府東京市（現：東京都港区）出身。81プロデュースに所属していた。

## 経歴
東京府東京市（現：東京都港区）出身。戦争による疎開を機に、父親の出身地である鹿児島県に移住。
旧制鹿児島県立第二鹿児島中学校に入学し、途中からは学制改革によって鹿児島県甲南高等学校の生徒となる。同校では、新たに設立された演劇部が貴重な標準語を話せる生徒を部員に勧誘しており、それにより家正も演劇部に所属した。その後、演劇を本格的に志して高校の途中で上京し、1955年に舞台芸術学院を卒業。学院の1年後輩に青野武がいる。サンドイッチマンのアルバイトをしていた。
1956年に劇団七曜会に入り、同年にNHKのラジオドラマに声優として初出演する。その後、1957年放送の『ミッキー・ルーニー・ショー』にて吹き替えデビュー。NET（現:テレビ朝日）で1963年に放送された海外ドラマ『アイランダーズ』でのザック・マロイ役の吹き替えで初めて大きな役を担当する。
事務所は、桐の会、河の会、プラスプロダクション、プロダクションTHG、同人舎プロダクション、クリエイティブオフィスZ、青二プロダクションを経て、最後は81プロデュースに所属していた。
2014年9月30日午前10時15分、病気のため東京都内の病院で死去。以前から通院加療中であったという。80歳没。訃報は同年10月8日に、所属する81プロデュースから発表された。

## 人物
芸名は使わなかった。過去には姓名判断で「大変良くない名前だし、将来も良くないから絶対に変えなさい」と言われたが「僕らの仕事は保証もなく既に良くない」と本名で活動していた。
呑み仲間でもある若本規夫からは、収録の際に台詞を決して間違えないことから「精密機械」の異名を与えられた。これに対し本人は「ちょっと、何ていうか⋯非人間的（な表現）だねぇ（笑）」と返しており、「デビュー当時は生放送が基本で何度もトチると次は使ってもらえない時代だったし、トチらない奴に仕事が回った結果で、僕はそんな大したことしてない」と述べている。
山路和弘によると、吹き替えに関して家弓は「この仕事は錯覚だからね」とよく言っていたという。
藤村歩は尊敬する声優として家弓の名を挙げており、家弓は彼女に芝居の大切さを教えている。
趣味はカメラ。

## 特色・役柄
声種はバスバリトン。「腹の底から響くような重々しい声が魅力」、「渋いのに優しさを秘めたようなソフトヴォイスが特徴」と評されている。演じる役柄としては博士役、知的な悪役で知られていた。
テレビ草創期からテレビドラマ・アニメ・吹き替え・ナレーションと幅広く活躍した。
吹き替えでは、フランク・シナトラやドナルド・サザーランドを数多く担当。ほかにもジェームズ・スチュアートに代表される二枚目俳優から、アレックス・コード、クリストファー・リーなど、渋さ・アクの強さが滲むような俳優陣の吹き替えを担当した。

### 悪役
『風の谷のナウシカ』のクロトワ役や『ドラゴンボールZ 燃えつきろ!!熱戦・烈戦・超激戦』のパラガス役など、様々な作品で黒幕や敵役、悪役を演じた。
敵役について家弓自身は、普段できないことを思う存分でき、ストレス発散になるので面白いと語っている。また、声優業自体が画面のタイミングに自分の演技を合わせなければならないという制約によるつまらなさを感じることもあることから、「いい人、やさしい人よりも屈折した人物の声をやってる方が飽きないんです（笑）」と語ったこともある。
「悪役に家弓」というイメージは古くからあったらしく、1963年のドラマ『逃亡者』シリーズで黒幕が明らかになるかというクライマックスの回に家弓がゲスト出演した際、レギュラー出演者から「やっぱりお前が一番悪い奴だったのか!!」と声をそろえ冗談交じりにののしられたというエピソードがある。しかし、実際の黒幕は家弓が吹き替えを担当した人物ではなかった。

### フランク・シナトラ
1967年にテレビ朝日『日曜洋画劇場』の前身である『土曜洋画劇場』で放送された『見知らぬ人でなく』以降、フランク・シナトラの吹き替えをほぼ専属で担当した。
初めてオファーが来た際はシナトラの全盛期であり、家弓は当初「シナトラは誰もが声を知っている程の世界的な歌手で、（当時存在した）ファンクラブからもクレームがくるのが目に見えている」と断るなど乗り気でなかったが、「本数も少ないし頼むからやってくれ」といわれ渋々担当することになったという。その後、クレームがきたという話はなかったが、家弓は「降板させないため本人に見せないでくれていたのではないか」と述べている。
それからは、どきどきしながらシナトラに吹き替えていたという。なお、気持ちの上での抵抗に関しては途中で「仕方がない」と諦めの心境に変わったといい、「つまり全く意識しないでやる事なんです。1ステージ何十万ドルもとる人と勝負できないもんですから」と語っている。
シナトラの芝居について、家弓は「歌手としては非常に好きだが、役者としてはあまり魅力を感じない」と評し、「何回も同じ人を吹き替えていると情が移るとか言われますが、私は性格的にあまり情が移らない方でして…」と述べている。また演技は「台本どおりきっちりしている」ため「崩しているようで崩してない」と吹き替える上で注意しているといい、「僕は彼のことを二枚目の役とは思ってません。一種の仇役だと思ってやってるから皆さんすんなり受け入れてくれるんじゃないですか？」と語ったこともある。
これまで演じて楽しかったシナトラ作品に『波も涙も暖かい』を挙げている。なお、家弓自身が面白いと感じて、吹き替えをやりたかったシナトラ作品は『三人の狙撃者』だったが、結局やる機会がなかったという。

### ドナルド・サザーランド
ドナルド・サザーランドの吹き替えは、若い頃でなく「彼がある程度年をとってから」多く担当するようになった。ただし、初担当は1975年放映の『ジョニーは戦場へ行った』である。
サザーランドについて、家弓は「あの目が『絶対にこいつが悪い奴だ』と思わせる」と語った。また「しゃべり方が不思議で、息継ぎをせずにだらだらしゃべるため担当する時は辛いとも語り、『JFK』では15分もほとんど1人でしゃべり通すシーンだったため泣かされたという。

### 宮崎駿作品
宮崎駿の監督作品では、二度悪役として出演している。
『未来少年コナン』では、独裁者のレプカを担当。家弓はレプカに対して、人物像を探れるような描写が少なく役が掴みにくかったといい、場面によって性格が大きく異なったことで「もう少し陰のあるキャラクターであって欲しかったな」と評している。また「もっと人間としての存在感というかリアリティがある役でいてほしかった」という趣の発言をしているほか、収録時に絵が完成しておらず苦労したこともあり「いろんな意味において不満の多かった作品ですね。僕にとっては」と発言している。
『未来少年コナン』の後に公開された『風の谷のナウシカ』ではクロトワを演じており、クロトワに関して家弓は「同じ“敵役”でも今回のクロトワという男は、レプカに比べて肩に力が入ってない⋯⋯とでもいうのでしょうか。要するに飄々と生きている感じです」と評し、「この宮崎さんが創った魅力あるキャラクターは、演じていてとても楽しかったですね」とコメントしている。
なお、上記二作の間に製作された『ルパン三世 カリオストロの城』では、宮崎本人からカリオストロ伯爵役を熱望されたが、諸事情により辞退している（演じたのは石田太郎）。

### その他出演作
『超音速攻撃ヘリ エアーウルフ』でアークエンジェル（アレックス・コード）を担当した際は、「CIAは日本では陰謀に関わる悪玉として知られているが、自分は主人公側なので主役をサポートする人格者を演じなきゃならない、少々やりにくい」と述べた。

## 出演
太字はメインキャラクター。

### テレビドラマ
- わが青春のとき（日本テレビ）
- 鬼平犯科帳 第1シリーズ 第43話「うんぷてんぷ」（1970年、NET / 東宝）‐ 弥太夫
- 東京Gメン（フジテレビ）
- ダイヤル110番（日本テレビ）
- 事件記者（NHK）
- 鬼平犯科帳（フジテレビ）
- 気になる嫁さん（1971年、日本テレビ）
- 太陽にほえろ! 第69話「初恋への殺意」（1973年、日本テレビ） - 森岡愼一郎
- 傷だらけの天使 第22話「くちなしの花に別れのバラードを」（1975年、日本テレビ） - 藤宮理事長
- 白い巨塔 第15話（1978年、フジテレビ） - 新聞記者役、ナレーションも兼任
- 松本清張生誕100年記念作品 駅路（2009年4月11日、フジテレビ）

### テレビアニメ
1963年
- 鉄腕アトム (アニメ第1作)（スカンク草井）

1964年
- 0戦はやと（東大佐）
- ビッグX

1965年
- 宇宙エース（タツノコ博士）
- ジャングル大帝（ロック）
- 戦え!オスパー（海津長官）

1968年
- 巨人の星
- わんぱく探偵団（白髪鬼）
- 妖怪人間ベム

1969年
- 海底少年マリン（スクラウンジ、ギャングA、エドモン）
- 忍風カムイ外伝（不動）

1971年
- あしたのジョー
- アニメンタリー 決断

1972年
- いなかっぺ大将（大魔王トラベラ・ゲッペラー団長）
- ルパン三世 (TV第1シリーズ)

1973年
- 荒野の少年イサム（レットー）
- 侍ジャイアンツ
- 新造人間キャシャーン（ルイ大統領）
- ゼロテスター（メビウス司令）

1974年
- 破裏拳ポリマー（怪盗むささび党首領ゴルダー）

1975年
- フランダースの犬（ヘンドリック・レイ）

1976年
- ゴワッパー5 ゴーダム（ゴーダム、大洗博士、ナレーター）

1977年
- 氷河戦士ガイスラッガー（ババル・ベム・インベム皇帝）

1978年
- 宝島（1978年 - 1979年、リブシー）
- 100万年地球の旅 バンダーブック（ドクダミ）
- 未来少年コナン（レプカ）

1979年
- ルパン三世 (TV第2シリーズ)

1983年
- キャッツ♥アイ（シャーク深町）

1989年
- ジャングル大帝（チャールズ博士）

1991年
- 緊急発進セイバーキッズ（ケーシー博士）

1993年
- バトルスピリッツ 龍虎の拳（Mr.BIG）

1998年
- MASTERキートン（スチュワート・ビトック）

1999年
- 週刊ストーリーランド（裁判長）
- ゾイド -ZOIDS-（1999年 - 2000年、ナレーション、クルーガー）
- 装甲救助部隊レストル（コウ艦長、ナレーション）

2000年
- 金田一少年の事件簿（ケネス・ゴールドマン）
- ゲートキーパーズ（総司令）

2001年
- ヴァンドレッド the second stage（地球人）
- 探偵少年カゲマン（フォン・トラップ）
- ナジカ電撃作戦（間島甚）
- 名探偵コナン（2001年 - 2015年、綱島吉雄、ジェイムズ・ブラック〈初代〉）
- ONE PIECE（2001年 - 2006年、ネフェルタリ・コブラ〈初代〉）

2002年
- ぷちぷり*ユーシィ（天界王）
- ラーゼフォン（エルンスト・バーベム）
- ロックマンエグゼ（ダリル市長）

2003年
- 明日のナージャ（じじい）
- ガングレイヴ（ビッグダディ）
- 京極夏彦 巷説百物語（亨右衛門）
- クロノクルセイド（リカルド・ヘンドリック）
- 金色のガッシュベル!!（ゴルドー）

2004年
- ゾイドフューザーズ（団長）
- 鉄人28号（第4作）（ブラック博士）
- MONSTER（ゲーデリッツ教授）

2005年
- IGPX（ハンス）
- ガラスの仮面（速水英介）
- 戦国英雄伝説 新釈 眞田十勇士 The Animation（織田有楽斎長益）
- 闘牌伝説アカギ 〜闇に舞い降りた天才〜（藤沢組長）

2006年
- エンジェル・ハート（Dr.シェクリー）
- CLUSTER EDGE（ロベルト）
- ザ・サード 〜蒼い瞳の少女〜（観察者）
- バーテンダー（葛原隆一）
- ポケットモンスター ダイヤモンド&パール（2006年 - 2011年、ナナカマド博士）

2007年
- GR-GIANT ROBO-（マックス・チャンプリン）
- スカルマン（影の声）
- DARKER THAN BLACK -黒の契約者-（シュレーダー博士）

2008年
- アリソンとリリア（老人 / ワルター・マクミラン）
- カイバ（トリトン）
- 紅（店長）
- ゴルゴ13（カイザー博士）
- スケアクロウマン（スペンサー）
- 絶対可憐チルドレン（伊九号）

2009年
- 真マジンガー 衝撃!Z編 on television（シュトロハイム）
- 鋼の錬金術師 FULLMETAL ALCHEMIST（2009年 - 2010年、お父様、ナレーション）

2011年
- ウルヴァリン（黄）
- Dororonえん魔くん メ〜ラめら（怒黒）

2013年
- ガンダムビルドファイターズ（ネメシス会長）

2014年
- ウィザード・バリスターズ 弁魔士セシル（小田切久作）
- スペース☆ダンディ（デュラン博士）

### 劇場アニメ
1979年
- 未来少年コナン（レプカ）

1982年
- 1000年女王（ラーメタル人）

1984年
- 風の谷のナウシカ（クロトワ）
- 劇場版 未来少年コナン特別篇 巨大機ギガントの復活（レプカ）
- 地球物語 テレパス2500（主）

1985年
- カムイの剣（マーク・トウェイン）

1987年
- 宝島（リブシー）

1988年
- 聖闘士星矢 神々の熱き戦い（ドルバル）

1989年
- シティーハンター 愛と宿命のマグナム（シュタイナー）
- 迷宮物語「工事中止命令」（部長）

1992年
- 三国志 第一部・英雄たちの夜明け（陳宮）

1993年
- Coo 遠い海から来たクー（ノルベール大佐）
- 三国志 第二部・長江燃ゆ!（魯粛）
- ドラゴンボールZ 燃えつきろ!!熱戦・烈戦・超激戦（パラガス）

1994年
- 蒼き伝説シュート!（カール・クラウザー）
- 三国志 完結編・遙なる大地（魯粛）
- ドラえもん のび太と夢幻三剣士（オドローム大帝）

1995年
- GHOST IN THE SHELL / 攻殻機動隊（人形使い）

1999年
- クレヨンしんちゃん 爆発!温泉わくわく大決戦（アカマミレ）

2003年
- ラーゼフォン 多元変奏曲（エルンスト・バーベム）

2007年
- ONE PIECE エピソードオブアラバスタ 砂漠の王女と海賊たち（ネフェルタリ・コブラ）

2009年
- ホッタラケの島 〜遥と魔法の鏡〜（男爵）
- レイトン教授と永遠の歌姫（オズロ・ウィスラー）

2013年
- ルパン三世VS名探偵コナン THE MOVIE（ジェイムズ・ブラック）

2014年
- 名探偵コナン 異次元の狙撃手（ジェイムズ・ブラック）

### OVA
1985年
- エリア88（マッコイ）

1988年
- ドラゴンズヘブン（シャイアン）

1989年
- 極黒の翼バルキサス（ガーディン）
- 銀河英雄伝説（ジョアン・レベロ）
- クラッシャージョウ 氷結監獄の罠（ヒューム）
- ゴクウ（神の声）

1992年
- ジャイアントロボ THE ANIMATION -地球が静止する日（1992年 - 1998年、中条静夫 / 静かなる中条）

1995年
- 鉄腕GinRei EPISODE:2&3 禁断の果実を奪還せよ極楽大作戦（中条静夫）
- 秘境探検ファム&イーリー（ルグドゥル、ナレーション）

2005年
- 最終兵器彼女 Another love song（ミナモト統括司令長官）
- ブタヅカ（ナレーション）

2001年
- ARMITAGE DUAL-MATRIX（フレデリック・オハラ）
- ヴァンドレッド 激闘篇（地球人）

2010年
- 鋼の錬金術師 FULLMETAL ALCHEMIST 第9巻 映像特典「師匠物語」「師匠初恋物語」（ナレーション）
- ONE PIECE FILM STRONG WORLD EPISODE:0（ネフェルタリ・コブラ）

### ゲーム
2022年以降の出演作品は、生前の収録音声を使用したライブラリ出演。
1991年
- Super Schwarzschild（エグザシオ・グラフツゥラー）
- 精霊戦士スプリガン（ブライズバラ国王）

1992年
- Super Schwarzschild II（法王サハ4世）
- 未来少年コナン（レプカ）※PCエンジン版

1993年
- ダンジョンエクスプローラーII（魔王ブレード）
- 天外魔境 風雲カブキ伝（ゴート男爵）

1994年
- ストライダー飛竜（ナレーション）※PCエンジン版
- ソル・モナージュ（ナレーション・鏡の精）
- ポリスノーツ（ジョセフ・サダオキ・トクガワ）
- LUNAR ETERNAL BLUE（破壊神ゾファー）

1996年
- ヴァンダルハーツ〜失われた古代文明〜（ナレーション）

1997年
- ドラゴンナイト4（ザム船長）

1998年
- ストリートファイターEX2（シャドウガイスト）
- LUNAR2 エターナルブルー（破壊神ゾファー）

1999年
- エースコンバット3 エレクトロスフィア
- ストリートファイターEX2 PLUS（シャドウガイスト）

2000年
- ゲイルガンナー（バリオン・ロックフィールド）
- ストリートファイターEX3（シャドウガイスト）
- ロックマンDASH2 エピソード2 大いなる遺産（ミュラー）
- 特打小学生 タッチタイピングで地球を救え（字練魔）

2001年
- ガンダムバトルオンライン（バーラム・トライバル）

2002年
- ELYSION 〜永遠のサンクチュアリ〜（テオ・パドリーノ）
- ガングレイヴ（ビッグダディ）
- GUILTY GEAR XX（スレイヤー）

2003年
- アーマード・コア3 サイレントライン（クレスト社代表）
- GUILTY GEAR ISUKA（スレイヤー）
- GUILTY GEAR XX #RELOAD（スレイヤー）
- ドラッグオンドラグーン（ヴェルドレ）
- ONE PIECE グランドバトル! 3（ネフェルタリ・コブラ）

2005年
- GUILTY GEAR XX / -SLASH-（スレイヤー）

2006年
- GUILTY GEAR XX Λ CORE -ACCENT CORE-（スレイヤー）
- GUILTY GEAR JUDGMENT（スレイヤー）

2008年
- GUILTY GEAR XX Λ CORE PLUS（スレイヤー）
- クレヨンしんちゃん 嵐を呼ぶ シネマランド カチンコガチンコ大活劇!
- 白騎士物語 -古の鼓動-（サルベイン）
- ダークセクター（メズナー）

2009年
- 鋼の錬金術師 FULLMETAL ALCHEMIST 暁の王子（ナレーション）
- 鋼の錬金術師 FULLMETAL ALCHEMIST 黄昏の少女（ナレーション）

2010年
- 白騎士物語 -光と闇の覚醒-（レダム司祭）
- 鋼の錬金術師 FULLMETAL ALCHEMIST 約束の日へ（お父様、ナレーション）

2011年
- 鬼哭街（謝逸達）
- ファイナルファンタジー零式（カリヤ・シバル6世）

2012年
- 拡散性ミリオンアーサー（ペラム）

2013年
- ドラッグオンドラグーン3（パルティシオン）

2014年
- GUILTY GEAR Xrd -SIGN-（スレイヤー）
- 乖離性ミリオンアーサー（漁夫王）

2016年
- クロスワールド（カザキリ）

2022年
- 共闘ことばRPG コトダマン（お父様）

### ラジオドラマ
- NHKアドベンチャーロード ウォー・ゲーム（1986年、コンリー大佐）
- 金田一耕助の冒険 悪魔の降誕祭（服部徹也）
- オールナイトニッポン 未来少年コナン（レプカ）
  - オールナイトニッポンスペシャル 風の谷のナウシカ（クロトワ）
- 夜のドラマハウス 超人ロック コズミックゲーム（バレンシュタイン大佐）

### ドラマCD
- インフェリウス惑星戦史外伝 CONDITION GREEN（皇帝ヴィンス、ナレーション）
- Weiß kreuz Dramatic Image Album（桐生義政）
- エル・カザド ドラマCD 第1巻「響く女」（テオ・ベルトーネ教授〈ダニエル〉）
- 鬼哭街 ドラマCD 反魂剣鬼（謝逸達）
- GUILTY GEAR XX「ナイト・オブ・ナイブズ Vol.3」（スレイヤー）
- CDシアター ドラゴンクエスト（V・ナレーション）
- CDドラマコレクションズ 三國志（ナレーション）
- 鉄腕GinRei / FINAL FIGHT EPISODE24：ああ慕情! 大空へ羽ばたく栄光の翼（中条長官）
- 刻の男組（お爺さん）
- 名も無き鳥の飛ぶ夜明け（猿上神父）
- ニンジャスレイヤー 聖なるヌンチャク（ダイコク・ニンジャ） ※ドラマCD付き特装版
- 腐敗の帝王 揚羽蝶の烙印（マレウス・マレフィカルム / 語り）
- ラディカル・ホスピタル第2巻（米澤実）

### 吹き替え

#### 担当俳優
アーサー・ケネディ
- アメリカの戦慄（バーニー・キャッスル）
- 怒りの河（エマーソン・コール）※フジテレビ版
- エルマー・ガントリー/魅せられた男（ジム・レファーツ）
- 壮烈第七騎兵隊（ネッド・シャープ）
- 必死の逃亡者（ジェシー・バード保安官補）※NHK版

アレックス・コード
- ジェシカおばさんの事件簿 シーズン3（プレストン・バーソロミュー）
- 新スパイ大作戦 シーズン2（ダニエル・トラヴァース）
- 超音速攻撃ヘリ エアーウルフ（“アークエンジェル”マイケル・コールドスミス・ブリッグス3世・CIA特別作戦部部長）

クリストファー・プラマー
- ドーバー海峡殺人事件（レオ・アーガイル）※TBS版
- ドリームスケープ（ボブ・ブレア）※テレビ東京版（HDニューマスター版BD・DVD収録）
- ビューティフル・マインド（ローゼン医師）
- 黙秘（ジョン・マッケイ警部）※テレビ東京版

クリストファー・リー
- 女奴隷の復讐（フー・マンチュー）
- 灼熱の怪（ゴッドフリー・ハンソン）
- 新ドラキュラ/悪魔の儀式（ドラキュラ伯爵）
- ダーク・シャドウ（サイラス・クラーニー）
- チャーリーとチョコレート工場（ドクター・ウィルバー・ウォンカ）※劇場公開版
- ティム・バートンのコープスブライド（ゴールズウェルズ牧師）
- 血のエクソシズム/ドラキュラの復活（ドラキュラ伯爵）※日本テレビ版（BD収録）
- ホビット 思いがけない冒険（サルマン）
- ロード・オブ・ザ・リングシリーズ（サルマン）
  - ロード・オブ・ザ・リング
  - ロード・オブ・ザ・リング/二つの塔
  - ロード・オブ・ザ・リング/王の帰還（スペシャル・エクステンデッド・エディション）

ジェームズ・スチュアート
- H氏のバケーション（ホッブス氏）
- スタンピード（サム・バーネット）※TBS版
- 地上最大のショウ（道化師バトンズ）※テレビ東京版
- 遠い国（ジェフ・ウェブスター）※フジテレビ版
- 飛べ!フェニックス（フランク・タウンズ）※フジテレビ版（DVD収録）
- ハーヴェイ（エルウッド・P・ダウド）※テレビ朝日版
- 雷鳴の湾（スティーヴ・マーティン）
- ララミーから来た男（ウィル・ロックハート）※TBS版
- リバティ・バランスを射った男（ランス・ストッダート）※フジテレビ版
- 連邦警察（チップ）※NHK版

ジョン・フォーサイス
- トパーズ（マイケル）※フジテレビ版
- 母の旅路（クレイ・アンダーソン）※テレビ朝日版
- 冷血（アルヴィン）※NET版

スターリング・ヘイドン
- アラモの砦（ジェームズ・ボウイ）
- 現金に体を張れ（ジョニー・クレイ）
- 大砂塵（ジョニー・ギター）※テレビ旧録版
- 博士の異常な愛情（ジャック・D・リッパー准将）※テレビ朝日版（デラックスエディションBlu-ray収録）

デヴィッド・キャラダイン
- キル・ビル Vol.1（ビル）
- キル・ビル Vol.2（ビル）
- ザ・ダイバー/炎の脱出（J・C・ブッシュ）※フジテレビ版
- シェーン テレビシリーズ

ドナルド・サザーランド
- アート・オブ・ウォー（ダグラス・トーマス）※テレビ朝日版、テレビ東京版
- アサインメント（ジャック・ショー）※テレビ朝日版
- ヴァイラス（エバートン船長）※ソフト版、日本テレビ版
- コールド マウンテン（リヴェレッド・モンロー）※テレビ東京版
- 再会の街で（レインズ判事）
- ザ・ターゲット（ジェイク・コンラッド）
- JFK（X大佐）※テレビ朝日版
- シャドウ・オブ・ウルフ（ヘンダーソン）
- ジョニーは戦場へ行った（キリストと呼ばれる男）
- ディスクロージャー（ボブ・ガーヴィン）※テレビ朝日版
- ハッピー・フューネラル（タイラー）
- パニック/脳壊（マイケル）
- バルティック・ストーム（ルー・オルドリン）
- ヒューマン・トラフィック（ビル・ミーハン）※テレビ東京版
- 評決のとき（ルシアン・ウィルバンクス）※フジテレビ版
- プライドと偏見（ベネット氏）
- フリーマネー（ロルフ・ローゼンバーガー判事）
- ブレイン・スナッチャー/恐怖の洗脳生物（アンドリュー・ニヴェンス）
- ミニミニ大作戦（ジョン）
- ロックアップ（ドラムグール）※ソフト版、日本テレビ版

フランク・シナトラ
- オーシャンと十一人の仲間（ダニー・オーシャン）※フジテレビ版・テレビ朝日版
- 黄金の腕（フランキー・マシーン）※東京12チャンネル版
- 影なき狙撃者（ベネット・マーコ）
- カンカン（フランソワ）
- キャノンボール2（本人）
- 巨大なる戦場（ヴィンス）
- クィーン・メリー号襲撃（マーク・ブリテン）
- 結婚専科（ダン・エドワーズ）
- 荒野の3軍曹（マイク・メリー）
- 地上より永遠に（マジオ）※テレビ版
- 最后の接吻（サム・ロギンス）
- ザッツ・エンタテインメント（案内役）※DVD収録
- 七人の愚連隊（ロボ）
- 上流社会（マイク・コナー）※東京12チャンネル版
- セメントの女（トニー・ローム）※DVD収録
- 脱走特急（ライアン大佐）※日本テレビ版
- テキサスの四人（ザック・トーマス）
- 波も涙も暖かい（トニー）※DVD収録
- 走り来る人々（デイヴ・ハーシュ）
- 裸のランナー（サム・レイカー）
- 秘密殺人計画書
- 誇りと情熱（ミゲル）※テレビ朝日版
- 見知らぬ人でなく（アルフレッド・ブーン）
- シナトラ徹底こきおろし大会 ※東京12チャンネル版

マクシミリアン・シェル
- アバランチエクスプレス（ブーニン）
- ヴァンパイア/最期の聖戦（アルバ枢機卿）※テレビ東京版
- 遠すぎた橋（ヴィルヘルム・ビットリッヒ親衛隊中将）※日本テレビ版

マックス・フォン・シドー
- コンドル（ジュベール）※テレビ朝日新録版
- デューン/砂の惑星（リエト・カインズ博士）※日本テレビ版・テレビ朝日版（両版共BD収録）
- ハワイ（アブナー・ヘール）
- ブラス・ターゲット（シェリー）※テレビ朝日版

リチャード・アンダーソン
- 禁断の惑星（クイン）※テレビ朝日版
- 長く熱い夜（アラン）
- 逃亡者 「裁きの日」（レオナード・タフト）
- ブラボー砦の脱出（ビーチャー中尉）※テレビ朝日版
- ミサイル空爆戦隊（ラルフ・ジョスティン大佐）※テレビ新録版
- 600万ドルの男（オスカー・ゴールドマン部長）

ロイ・シャイダー
- 蜘蛛女（ドン・ファルコーネ）※テレビ朝日版
- コールガール（フランク・リグラン）※テレビ朝日版
- 重犯罪特捜班/ザ・セブン・アップス（バディ）※TBS版
- 2010年（ヘイウッド・フロイド博士）※TBS版

ロバート・ウェッバー
- 動く標的（ドワイト・トロイ）※テレビ版
- 刑事コジャック シーズン1 #7（デヴィッド・ローレンス）
- テン（ヒュー）※テレビ朝日版
- プライベート・ベンジャミン（ソーンブッシュ大佐）※テレビ朝日版
- ミッドウェイ（フランク・J・フレッチャー少将）※TBS版

#### 映画
- ああ結婚（アルフレード〈アルド・プリージ〉）
- アガサ 愛の失踪事件（アーチーボルド・クリスティ〈ティモシー・ダルトン〉）※テレビ版
- アカプルコの出来事（ハンク・ウォーカー〈ヒュー・オブライエン〉）
- アトミックミッション（アイバン・クラコフ将軍〈オレステス・マタセーナ〉）
- アトランティス7つの海底都市（アトミール〈マイケル・ゴサード〉）※テレビ朝日版（DVD収録）
- アパッチ砦（サースデイ中佐〈ヘンリー・フォンダ〉）
- アラベスク（シルヴェスター・スローン〈ジョン・メリベール〉）
- 暗黒街の復讐（デーブ〈ウェンデル・コーリー〉）
- 暗黒の恐怖（マーレイ市長〈H・ウォーラー・ファウラー・Jr〉）※テレビ朝日版
- アンドロメダ…（ジェレミー・ストーン博士〈アーサー・ヒル〉）※テレビ朝日版
- 偉大な生涯の物語（ペトロ〈ゲイリー・レイモンド〉）※テレビ朝日版（再放送版がDVD収録）
- 1492 コロンブス（ボバディリア〈マーク・マーゴリス〉）※日本テレビ版
- いとこのビニー（チェンバレン・ハラー判事〈フレッド・グウィン〉）
- イルカの日（ハロルド・デマイロ〈フリッツ・ウィーヴァー〉）※LD版・テレビ朝日版（DVD収録）
- 栄光への脱出（タハ〈ジョン・デレク〉）※NET版
- エクスカリバー（ウーサー王〈ガブリエル・バーン〉）※テレビ朝日版
- X-MENシリーズ（エリック・レーンシャー / マグニートー〈イアン・マッケラン〉）
  - X-メン ※テレビ朝日版
  - X-MEN2 ※テレビ朝日版[66]
  - X-MEN:ファイナル ディシジョン ※テレビ朝日版
  - ウルヴァリン:SAMURAI
  - X-MEN:フューチャー&パスト
- エル・シド（アル・ムータミン〈ダグラス・ウィルマー〉）※テレビ東京版
- 円卓の騎士（英語版）（アーサー〈メル・ファーラー〉）
- 狼よさらば（エイムス・ジェインチル〈スチュアート・マーゴリン〉）※テレビ朝日版（ソフト収録）
- 快傑ゾロ（エステバン・パスクアーレ大尉〈ベイジル・ラスボーン〉）
- 海賊船長
- 革命児サパタ（フェルナンド・アギーレ〈ジョセフ・ワイズマン〉）
- 影なき追跡者（ブルック〈ルイジ・ヴァンヌッチ〉）
- カサンドラ・クロス（ジョナサン・チェンバレン〈リチャード・ハリス〉）※LD版
- 火星人地球大襲撃（ロニー博士〈ジェームズ・ドナルド〉）※NET版
- カリブの嵐（デュラン総督〈ピーター・ボイル〉）※テレビ朝日版
- カルタゴ（イラム〈ホセ・スアレス〉）※NET版
- 恐怖の人食い魚群（ポール・ディラー〈ジェームズ・フランシスカス〉）
- 巨象の道（ジョン〈ピーター・フィンチ〉）
- 魚雷特急（フレデリック中佐〈ポール・ハブシュミット〉）※テレビ朝日版（DVD収録）
- ギルダ（ベイリン・マンスン〈ジョージ・マクレディ〉）※日本テレビ版
- キング・オブ・キングス（ヘロデ・アンティパス〈フランク・スリング〉）
- 金星人地球を征服（トム・アンダーソン博士〈リー・ヴァン・クリーフ〉）
- 空爆特攻隊（グレッグ・ブランドン大佐〈クリストファー・ジョージ〉）※テレビ朝日版（DVD収録）
- 暗闇でドッキリ（ベンジャミン・バロン〈ジョージ・サンダース〉）※テレビ東京版
- グラン・プリ（ジャン＝ピエール・サルティ〈イヴ・モンタン〉）
- グレン・ミラー物語（チャミー・マグレガー〈ハリー・モーガン〉）※テレビ朝日版
- 黒の捜査線（ウェッブ保安官〈レスリー・ニールセン〉）
- ケイン号の叛乱（バーニー・グリーンウォルド中尉〈ホセ・フェラー〉）※TBS版
- 決死圏SOS宇宙船（ジョン・ケーン博士〈イアン・ヘンドリー〉）※テレビ朝日版（DVD収録）
- 血斗のジャンゴ（チャーリー・シリンゴ〈ウィリアム・バーガー〉）
- 原始怪獣ドラゴドン（エンリコ・リオス〈エドゥアルド・ノリエガ〉）
- 拳銃のバラード（チンチー〈アンソニー・フリーマン〉）※テレビ東京版
- ケンタッキー魂（ジョージズ・ジェロー大佐〈フィリップ・ドーン〉）
- 絞殺魔（テレンス・ハントレイ〈ハード・ハットフィールド〉）※テレビ朝日版（DVD収録）
- 氷の微笑（タルコット〈チェルシー・ロス〉）※フジテレビ版（BD収録）
- 国際諜報局（ダルビー〈ナイジェル・グリーン〉）※TBS版（DVD収録）
- ゴッドファーザー（モー・グリーン〈アレックス・ロッコ〉）※日本テレビ版
- コマンチ族の怒り（ジム・ボウイ〈マクドナルド・ケリー〉）
- 殺しの分け前/ポイント・ブランク（カーター〈ロイド・ボックナー〉）
- 殺しを呼ぶ瞳（デズモンド〈ジャック・ベルジュラック〉）※東京12ch版
- サイレンサー/沈黙部隊（マクドナルド〈ジェームズ・グレゴリー〉）
- ザ・コップ（フレッド・ギャフニー警察署長〈レイモンド・J・バリー〉）※テレビ朝日版
- ザ・ハウス/ 襲われた妻と娘（マイケル・ローズ〈ロバート・スタック〉）
- 砂漠の戦場エル・アラメン ※テレビ東京版
- サハラ戦車隊（フォン・シュレットー大尉〈クルト・クルーガー〉）※NET版
- ザ・ハリケーン（デラ・ベスカ刑事〈ダン・ヘダヤ〉）※日本テレビ版
- サムソンとデリラ
- サルバドル/遥かなる日々 ※フジテレビ版
- サンタリア 魔界怨霊（ロバート・カルダー〈ハリス・ユーリン〉）※テレビ朝日版
- 三人の妻への手紙（ブラッド・ビショップ〈ジェフリー・リン〉）
- サンフランシスコ大空港（ロス・エドワーズ機長〈デヴィッド・ハートマン〉）※テレビ朝日版
- ジェット・パイロット（マートフ大佐〈ハンス・コンリード〉）※日本テレビ版（DVD収録）
- 地獄の戦場コマンドス（バリ大尉〈ジャック・ケリー〉）※テレビ朝日版
- 地獄の黙示録（ルーカス大佐〈ハリソン・フォード〉）※日本テレビ版
- ジャッカルの日（内務大臣〈アラン・バデル〉）※テレビ東京版
- ジャンヌ・ダーク（シャルル７世〈ホセ・フェラー〉）※NHK版
- 銃殺! ナチスの長い五日間（フォン・ブライヒャー）※TBS版
- 13日の金曜日 PART8 ジェイソンN.Y.へ（マカラロック先生）※フジテレビ版
- 十字架の用心棒（ブッチ〈ラフ・バルダッサーレ〉）※テレビ東京版
- 銃の後に立つ男（カリカット少佐/リック・プライス〈ランドルフ・スコット〉）
- 勝利なき戦い（デイヴィス中佐〈バリー・アトウォーター〉）※テレビ朝日版（DVD収録）
- 新・動く標的（ブロウサード〈アンソニー・フランシオサ〉）※TBS版
- 人造人間クエスター（クエスター〈ロバート・フォックスワース〉）※NHK版（DVD収録）
- スーパーガール（ナイジェル）
- スキャナーズ（ブレードン・ケラー〈ローレンス・デイン〉）※日本テレビ版
- 頭上の敵機（ベン・ゲートリー中佐〈ヒュー・マーロウ〉）※テレビ朝日版
- スフィンクス（イボン〈モーリス・ロネ〉）
- 聖衣（カリグラ〈ジェイ・ロビンソン〉）※フジテレビ版
- 世紀の怪物/タランチュラの襲撃（ジョー・バーチ〈ロス・エリオット〉）※テレビ朝日版（DVD収録）
- 青年（パドュラ少佐〈リカルド・モンタルバン〉）
- 征服（ナポレオン・ボナパルト〈シャルル・ボワイエ〉）
- 西部の顔役（ブリット・ドーソン〈アルバート・デッカー〉）
- 潜航決戦隊（デューイ・コナーズ少佐〈ダナ・アンドリュース〉）※NET旧録版
- 戦場（ホリー〈ヴァン・ジョンソン〉）※テレビ旧録版
- 戦場を駈ける女（ナポレオン〈ジュリアン・ベルトー〉）※TBS版
- 戦争と平和（ナポレオン・ボナパルト〈ハーバート・ロム〉）※フジテレビ版
- ダーティハリー（市長〈ジョン・ヴァーノン〉）※テレビ朝日版（BD収録）
- 大アマゾンの半魚人（デヴィッド・リード博士〈リチャード・カールソン〉）※テレビ版
- 大脱走（ヘンドリー〈ジェームズ・ガーナー〉[67]）※フジテレビ版（ソフト収録）
- 太平洋の虎鮫（ケン・ホワイト少佐〈ウィリアム・ホールデン〉）※テレビ東京版
- タイム・マシン 80万年後の世界へ（アンソニー・ブリッジウェル〈トム・ヘルモア〉）※テレビ版
- ダイヤルMを廻せ!（トニー〈レイ・ミランド〉）※テレビ朝日新録版
- 太陽の爪あと
- 太陽の流れ者
- 大陸横断超特急（ロジャー・デヴロー〈パトリック・マクグーハン〉）※LD版
- 小さな目撃者（ガレリア刑事〈ジェレミー・ケンプ〉）
- チェーン・リアクション（グレイ〈ラルフ・コッテリル〉）
- 地球最後の男オメガマン（マサイアス〈アンソニー・ザーブ〉）※テレビ朝日版
- 地上最大の脱出作戦（オポ大尉〈セルジオ・ファントーニ〉）※テレビ版（DVD収録）
- 椿姫（ヴァルヴィル男爵〈ヘンリー・ダニエル〉）
- テキサス決死隊（ローン・レミング〈マクドナルド・ケリー〉）※TBS版
- 鉄仮面
- テレフォン（サンドバーグCIA副長官〈フランク・マース〉）※フジテレビ版・WOWOW追加収録部分
- 天地創造（3人の天使たち〈ピーター・オトゥール〉）※LD版、日本テレビ版（DVD収録）
- トータル・リコール（ヴィロス・コーヘイゲン〈ロニー・コックス〉）※ソフト版
- ドラゴンVS.7人の吸血鬼（ヴァン・ヘルシング〈ピーター・カッシング〉）※テレビ朝日版
- トラフィック（サラザール将軍〈トーマス・ミリアン〉）
- 泥棒貴族（エミール〈ジョン・アボット〉）※TBS版
- ナイアガラ（ジョージ・ルーミス〈ジョゼフ・コットン〉）※TBS版（DVD収録）
- ナイトメア・オブ・クリスマス（死神 / ナレーション〈イアン・リチャードソン〉）
- 謎の大陸アトランティス（宰相ザレン〈ジョン・ドール〉）※東京12チャンネル版
- 逃げる男（レックス・ブラック〈ローレンス・ハーヴェイ〉）※NET版
- 熱砂の秘密（ジョン・J・ブランブル / ポール・デイヴォス〈フランチョット・トーン〉）※テレビ版
- 狙われた政権・英国ダウリング街の謀略（パーシー〈アラン・マクノートン〉）
- ノスフェラトゥ（ドラキュラ伯爵〈クラウス・キンスキー〉）※テレビ版
- 呪われた城（ニコラス・ヴァン・リン〈ヴィンセント・プライス〉）※NET版
- ハーレム・ナイト（フィル・カントン〈ダニー・アイエロ〉）※フジテレビ版
- バグダッドの盗賊（アーマッド〈ジョン・ジャスティン〉）※フジテレビ版
- 裸足の1500マイル（ネヴィル〈ケネス・ブラナー〉）
- パリで一緒に（リック〈ウィリアム・ホールデン〉）※東京12チャンネル版
- パリの恋人（ディック・エイブリー〈フレッド・アステア〉）※東京12チャンネル版
- パリは燃えているか（マルセル・ビジアン軍曹〈イヴ・モンタン〉）
- ピーター・フォンダのテンペスト（ピーター・フォンダ）
- ビッグトレイル（ナレーション〈ジョン・ダナー〉）
- 羊たちの沈黙（クロフォード主任捜査官〈スコット・グレン〉）※テレビ朝日版
- 陽のあたる場所（アンソニー・ビッカーズ〈シェパード・ストラドウィック〉）※東京12チャンネル版
- ビリー・バスゲイト（ディクシー・デイヴィス〈ティモシー・ジェローム〉）
- ファイヤーフォックス（コンタルスキー〈ケネス・コリー〉）※テレビ朝日版
- 4Dマン/SF4次元のドラキュラ（スコット・ネルソン博士〈ロバート・ランシング〉）
- ポワニー分岐点
- 武装市街（ウィリアム・カルホーン警部補〈ウィリアム・ホールデン〉）
- 復活（検事〈Ｌ・ゾロトゥーヒン〉）※NHK版
- フランケンシュタインの怒り（警察署長〈ダンカン・ラモント〉）※テレビ版（DVD収録）
- フランス式十戒（フィリップ・アラン〈メル・ファーラー〉）※テレビ東京版
- ブルー・マックス（ウィリー・フォン・クルーガーマン〈ジェレミー・ケンプ〉）※LD版
- ブレイド2（ダマスキノス〈トーマス・クレッチマン〉）※テレビ東京版
- ベン・ハー（ポンティウス・ピラトゥス）※テレビ朝日版
- ポーリー（ラインゴールド〈ブルース・デイヴィソン〉）
- 僕の村は戦場だった（グリャズノフ中佐〈ニコライ・グリニコ〉）
- ホワイトハウス狂騒曲（テリー・コリガン〈ケヴィン・マッカーシー〉）※テレビ朝日版
- ホワイトハウスの陰謀（アルヴィン・ジョーダン〈アラン・アルダ〉）※テレビ朝日版
- 麻薬戦争II 後編（パブロ・エスコバル・ガビリア）
- 真夜中へ五哩（デヴィッド・バーンズ〈ギグ・ヤング〉）※NET版
- ミッション:インポッシブル2（スワンベック〈アンソニー・ホプキンス〉）※ソフト版
- ミニミニ大作戦（ベッカーマン〈ロッサノ・ブラッツィ〉）※機内版
- ミミック（ゲイツ博士〈F・マーリー・エイブラハム〉）※テレビ東京版
- MOON44（リー少佐〈マルコム・マクダウェル〉）
- めぐり逢い（ケネス）
- メリー・ディア号の難破（ミスター・ナイランド〈マイケル・レッドグレイヴ〉）※テレビ朝日版
- モブスターズ/青春の群像（アーノルド・ロススタイン〈F・マーリー・エイブラハム〉）
- モロッコ（セザール副官〈ウルリヒ・ハウプト〉）※NET版
- モンスター・パニック/怪奇作戦（ヴァーノフ博士〈マイケル・レニー〉）
- 野獣戦争（マークス警部〈ウィリアム・スミサーズ〉）※日本テレビ版
- 汚れた顔の天使（ジェリー・コノリー〈パット・オブライエン〉）
- よろめき休暇（エディ・ターンビル〈リーフ・エリクソン〉）※テレビ版（DVD収録）
- ラストUボート（ベック法務官）
- リーサル・ウェポン2/炎の約束（アージャン・ラッド〈ジョス・アクランド〉）※ソフト版・TBS版
- 理由なき反抗（ジュディの父親〈ウィリアム・ホッパー〉）※NET版
- リリィ（サイモン・マルソー〈ジャン＝ピエール・マリエール〉）
- レディ・イン・ザ・ウォーター（ナレーション〈デヴィッド・オグデン・スティアーズ〉）
- レディホーク（大司教〈ジョン・ウッド〉）※テレビ朝日版
- レベッカ（マキシム・ド・ウィンター〈ローレンス・オリヴィエ〉）※NET版
- RONIN（ミキー）※テレビ朝日版
- 若草物語（マーチ氏〈レオン・エイムズ〉）※NHK版
- 鷲の翼に乗って（H・ロス・ペロー〈リチャード・クレンナ〉）
- 我が闘争（ナレーター）
- 私は告白する（ピエール・グランドフォード〈ロジャー・ダン〉）※NHK版

#### ドラマ
- アウターリミッツ（トレント〈ロバート・カルプ〉）
- アメリカン・ヒーロー（ワーフェル〈ダニー・ウェルズ〉）
- インベーダー シーズン1 #6（ジョージ・ヴィカー〈ジャック・ロード〉）
- 宇宙家族ロビンソン
- 宇宙大作戦　#7、#21
- エンデバー号の探検「スペインの伯しゃく」（博士〈イハブ・ナファ〉）
- 奥様は魔女「恋のエンドラ」(ロロ)
- おとぎの国
  - 「ディック・ウィッチングトンとねこ」（グーリー〈アシュレー・ユーワン〉）
  - 「不死鳥の羽根」（ベンサド王子〈ジョイ・フェイ〉）
  - 「小さな紳士たち」（フリッツ先生〈フェルナンド・ラマス〉）
- 男ひとたび立てば（パット〈ジョン・デナー〉）
- 俺がハマーだ! シーズン2 #3（ボギー）
- クイニー（ディミトリ〈トポル〉）
- 刑事コロンボシリーズ
  - 偶像のレクイエム（フランク・シモンズ〈ケヴィン・マッカーシー〉）
  - 仮面の男（ジェロニモ〈レスリー・ニールセン〉）
  - 策謀の結末（ジョー・デブリン〈クライヴ・レヴィル〉）※日本テレビ版
- 刑事スタスキー&ハッチ パイロット版（マーク・ヘンダーソン検事補）
- コンバット!
  - #51（ジョン・C・メトカーフ軍曹〈ロバート・カルプ〉）
  - #53（アプトマイヤー独軍大尉〈マーク・リッチマン〉）
  - #112（ポール・ヴァルトレン〈フェルナンド・ラマス〉）
  - #123（エーリッヒ独軍軍曹〈ジャン・マーリン〉）
  - #132（レオン・パウエル〈フェルナンド・ラマス〉）
- ジェシカおばさんの事件簿 シーズン1（カール・メスティン〈クルー・ギャラガー〉）
- シャーロックホームズの冒険「サセックスの吸血鬼」（ジョン・ストックトン〈ロイ・マースデン〉）
- 新アウターリミッツ（トレント・デイヴィス教授〈ブレント・スパイナー〉）
- 新スパイ大作戦 シーズン1（ソクラテス・コロナデス〈チェザーレ・ダノヴァ〉）
- 新・弁護士ペリー・メイスン（レストン検事〈デヴィッド・オグデン・スティアーズ〉）
- スパイ大作戦
  - 選挙戦にアタック!（ミゲル・コルドヴァ〈マーティン・ランドー〉）
  - 誘拐に挑戦しろ（救急医）
  - セシューム138（ジェラード・セフラ〈リカルド・モンタルバン〉）
  - 極秘情報を奪回せよ（テレタイプ係）
  - 殺人者の罠（ディエゴ）
  - 処刑作戦（ヴィクター・ピエトロ・ダッシェル）
  - 二重スパイをでっちあげろ!（グリゴール）
  - 欺瞞作戦（ウォルター・タウンゼンド）
  - 地下百メートルの円盤（前・後編）（プレイドー大尉）
  - ヤング・パワー（フローリアン・ヴァクラヴ）
  - 暗殺スパイ「山猫」（バラータ）
  - 敵の作戦に乗れ（リード）
  - 死の商人（レオン）
  - 暗号名はC6（ワルディング）
  - 自白テープ（ゴーマン）
  - 毒ガス! 全市滅亡の危機（ウェンデル〈クリストファー・ジョージ〉）
  - 一千万ドルの拷問（スティーブ）
  - 市街大追跡（デイトン）
- スペース1999 植物惑星ルートンの恐怖（ルートンの声）
- 0011ナポレオン・ソロ（ゲーブ、オークス〈エリック・ブレーデン〉、ビトー、ミゲール、カルロス・アバカ〈ペリー・ロペス〉）
- 第一容疑者1 連鎖(ビル・オトリー〈トム・ベル〉）
- 大統領を作る男たち（ウィリアム〈ロニー・コックス〉）
- ダンディ2 華麗な冒険 #13（カール・フォスター）、#21（フィリックス・メドウズ〈ジョス・アクランド〉）
- 地上最強の美女たち!チャーリーズ・エンジェル
  - シーズン1 #3（ケヴィン・センクレア）
  - シーズン2 #6（ビル・グローヴァー機長）
- 地上最強の美女バイオニック・ジェミー シーズン1 #5（チャールズ・キーズ〈ジャック・ケリー〉）
- 追跡者（英語版）（K・C・トレンチ警部補〈アンソニー・ザーブ〉）
- 電撃スパイ作戦（#13 ハラム〈ピーター・ウィンガード〉、#21 シモンズ〈ジョン・カーソン〉、#25 スタントン〈ジェームス・マックスウェル〉、#27）
- 逃亡者
  - 「炎の中の誕生」(カーディネス<ペペ・へルン>)
  - 「静かなる暗黒街」（オリヴァー・エンライト）
  - 「カーニバルの夜」　(スティーヴ<ダブニー・コールマン>)
  - 「ある愛の結末」　(ポール　バーテンダー<ジェームス・ランフィアー>)
- 特捜刑事マイアミ・バイス シーズン4 #13（トム・ピアース〈ラリー・パイン〉）
- 特別狙撃隊S.W.A.T. シーズン1 #5（ケネス・トレイナー）
- ナイトライダー
  - シーズン2 #12（クリストファー・ストーン〈ランス・レガルト〉）
  - シーズン2 #17（クラウス・ベルグストロム博士〈ピーター・マーク・リッチマン〉）
- 謎の円盤UFO
  - 宇宙人捕虜第一号（ビル・ジョンソン〈シェイン・リマー〉）
  - 地球最後の時（シェリンガム提督〈エドウィン・リッチフィールド〉）
- 狙われた政権・英国ダウニング街の謀略（情報部長パーシー〈アラン・マクノータン〉）
- パーフェクトスパイ（ジャック〈アラン・ハワード〉）
- ヒッピーの女（ロバート・スタック）
- 秘密指令S 第2話（カーター〈ジョン・ネトルトン〉）
- 不死身の男（ベン・リチャーズ〈クリストファー・ジョージ〉）
- プロテクター電光石火
  - 西半球犯罪組織壊滅（医者〈ドナルド・バートン〉）
  - 宝石強奪計画（チャーリー）
- プローブ捜査指令（ヒュー・ロックウッド〈ヒュー・オブライエン〉）
- ペリー・メイスン
  - 「死を呼ぶ呪いの画」
  - 「幻の強盗」
- マクロード警部（ピーター・クリフォード〈J・D・キャノン〉）
- マルコ・ポーロ シルクロードの冒険（アクメット大臣〈レナード・ニモイ〉）
- ミステリーゾーン3
  - #6 「鏡」
    1. 11 「魔書と南軍」（中佐〈マーク・タップスコット〉）

  - #21 「真夜中の遊戯」（チャールズ・ウィットニー〈アーネスト・トゥルックス〉）
- ミステリーゾーン5 
  - #15 「帰ってきた宇宙船」（スタンフィールド中佐〈ロバート・ランシング〉）
- ミス・マープル「パディントン発4時50分」（ジョン・クインパー医師）
- 名探偵ポワロ ※NHK版
  - ダベンハイム失そう事件（ジェラルド・ロウエン〈トニー・マシューズ〉）
  - 戦勝舞踏会事件（ユースタス・ベルテン〈デヴィッド・ヘンリー〉）
  - グランド・メトロポリタンの宝石盗難事件（ソーンダース〈カール・ジョンソン〉）
- ヤングライダーズ シーズン1 #2（ジョン・ロングリー〈ジェイ・O・サンダース〉）
- 楊貴妃外伝（高力士〈翁国鈞〉）
- ラット・パトロール 第1シーズン（ハンス・ディートリッヒ大尉〈エリック・ブレーデン〉）
- ルート66「コルドバのわな」（ジェームス・ブラウン）
- ワイオミングの兄弟「兵士の裁き」（ストーン大尉〈ロバート・フラー〉）

#### アニメ
- 科学少年J.Q（ベントン・クエスト博士）※LD版
- デルゴ（ライアス）
- ベティ・ブープのロマンス（ウォルドー）
- ミュータント タートルズ（Dジン）
- レミーのおいしいレストラン（アントン・イーゴ〈声：ピーター・オトゥール〉）

#### 人形劇
- キャプテン・スカーレット
  - ミステロン探知機を出せ!（パターソン将軍）
  - 消えたロケット（船長、警備員）
  - ミステロン基地発見!（XK3号操縦士）
  - ミステロン基地を爆破せよ!（シュローダー）
  - 地獄の猛火!（SKR4号操縦士）
  - アメリカ大陸を救え!（原子力都市保安部長）
  - スペクトラムの暗号をねらえ!（シュローダー）
  - 原子炉爆発寸前!（大尉）
  - 地球の首都を救え!（バクスター）
- サンダーバード
  - スパイにねらわれた原爆（サウザン）
  - サンダーバード劇場版（ポール・トレバース機長）※劇場公開版
- ジョー90
  - 大手術作戦（シャーマン博士）
  - ジャングル死の脱出（少尉）
  - 決死のスピードレース（バーンズ少尉）
  - 恐怖の爆弾トラック（軍曹）
  - 戦慄の脱獄囚（パット・モラン大尉）
  - すばらしい誕生日（軍曹）
- ロンドン指令X 人工衛星スパイ（ハーソロン）

### カセットブック
- シャーロック・ホームズ（マイクロフト・ホームズ）

### ナレーション
- 海賊モア船長の遍歴（NHK青春アドベンチャー）
- キャプテンウルトラ（13話 - 24話、TBS）
- 37階の男（1968年、日本テレビ）
- 赤いバッシュ!（関西テレビ）
- 白い巨塔（1978年、フジテレビ）
- 世界の古城（1983年、NHK）
- AM3:00の恐怖（1987年、フジテレビ）
- とんねるずのハンマープライス（関西テレビ）
- 世界・ふしぎ発見!（TBS）
- 我が闘争（大映ビデオ、MVH-0040）
- コニーにおまかせ!（フジテレビ『ポンキッキーズ』コーナーアニメ）
- 旅・わくわく（中部日本放送）

### CM
- 東京海上ホールインワン
- サン電子ワールドヒーローズ
- 資生堂AGプラス
- タカラ「ミクロマン」
- トミー「ゾイド」

### その他コンテンツ
- ヒット・イン・ミュージック（文化放送）[2]
- リビング・ミュージック（ニッポン放送）[2]
- 永遠のポップス 〜メロディーズ・リンガー・オン〜（FM東京）[2] ※ディスクジョッキー
- 怪獣プラネットゴジラ（ドリーモン教授の声）
- NHKスペシャルシリーズ JAPANデビュー「第4回 軍事同盟 国家の戦略」（ウィンストン・チャーチル）
- 家弓家正のBFNニュース ※GR-GIANT ROBO-の公式で配信され、演じるマックス・チャンプリンがキャスターのため、家弓もキャスター風にしている
- ドラゴンボール改 スーパーバトルステージ（パラガス）
- WALKING EYES アルクメデス「RESOLVE DOGS」（Mr.Blue:エディブル・バンゴハン）
- ペペとミミ（ミミの父）

## 後任
2011年頃からは、一部の作品で持ち役の降板をしていた。家弓の持ち役を引き継いだ人物は以下の通り。
他の声優も総入れ替えされた作品はこの趣旨から外れるため、記載しない。
| 後任       | 役名                                                      | 概要作品                                           | 後任の初担当作品                            |
| ---------- | --------------------------------------------------------- | -------------------------------------------------- | ------------------------------------------- |
| 土師孝也   | ジェイムズ・ブラック                                      | 『名探偵コナン』                                   | 『名探偵コナン 純黒の悪夢』                 |
| 土師孝也   | スレイヤー                                                | 『GUILTY GEARシリーズ』                            | 『GUILTY GEAR Xrd -REVELATOR-』             |
| 大木民夫   | サルマン                                                  | 『ホビット三部作』                                 | 『ホビット 決戦のゆくえ』                   |
| 長克巳     | エリック・レーンシャー / マグニートー                     | 『X-MEN:フューチャー&パスト』                      | ローグ・エディション追加シーン              |
| 銀河万丈   | “アークエンジェル”マイケル・コールドスミス・ブリッグス3世 | 『超音速攻撃ヘリ エアーウルフ』                    | BD版追加シーン                              |
| 宝亀克寿   | パラガス                                                  | 『ドラゴンボールZ 燃えつきろ!!熱戦・烈戦・超激戦』 | 『ドラゴンボールヒーローズ』                |
| 郷田ほづみ | ネフェルタリ・コブラ                                      | 『ONE PIECE』                                      | 第776話                                     |
| トビー上原 | シャドウガイスト                                          | 『ストリートファイターEX』                         | 『ファイティングEXレイヤー』                |
| 村治学     | 摩毛狂介                                                  | 『ルパン三世 1st series』                          | 『ルパン三世 ルパンは今も燃えているか?』    |
| 津田英三   | ナナカマド博士                                            | 『ポケットモンスター ダイヤモンド&パール』         | 『ポケットモンスター』                      |
| 大塚明夫   | お父様                                                    | 『鋼の錬金術師 FULLMETAL ALCHEMIST』               | 『鋼の錬金術師 MOBILE』                     |
| 辻親八     | ゴルドー                                                  | 『金色のガッシュベル!!』                           | 『金色のガッシュベル!! 永遠の絆の仲間たち』 |
| 家中宏     | 内務大臣                                                  | 『ジャッカルの日』テレビ東京版                     | 吹替補完版                                  |
| 寺岡光盛   | ヴィルヘルム・ビットリヒ親衛隊中将                        | 『遠すぎた橋』日本テレビ版                         | BD版追加シーン                              |